# سوپرسیدینگ
سوپرسیدینگ (به انگلیسی: Super-seeding) یک الگوریتم در پروتکل بیت‌تورنت است که توسط جان هافمن توسعه یافته و با هدف تسهیل تبدیل دانلودکنندگان به آپلودکننده عمل می‌کند. با این حال، در شرایطی که تنها یک دانلودکننده در شبکه حضور داشته باشد، این فرایند ممکن است با شکست مواجه شود.
در حالت سوپرسیدینگ، سیدر به‌جای ارسال تصادفی قطعات، خود را به‌عنوان یک دانلودکننده معرفی می‌کند و به همتایان اطلاع می‌دهد که یک قطعه جدید دریافت کرده است. این باعث می‌شود که همتا، تنها آن قطعه را دانلود کند و پس از اتمام دانلود، سیدر تا زمانی که این قطعه توسط حداقل یک کلاینت دیگر توزیع نشده باشد، قطعه جدیدی ارسال نمی‌کند. این روش از هدررفت پهنای باند جلوگیری کرده و باعث می‌شود همتایان زودتر فرایند سیدینگ را آغاز کنند و بخش‌های دریافت‌شده را سریع‌تر با دیگران به اشتراک بگذارند، که در نهایت به تسریع روند توزیع فایل و افزایش کارایی در شبکه بیت‌تورنت کمک می‌کند.
در سال ۲۰۰۳، BitTornado به عنوان نخستین کلاینت بیت‌تورنت از این الگوریتم پشتیبانی کرد و آن را در فرایند توزیع فایل‌ها به کار گرفت.

## تأثیرات
آزمایش‌ها نشان داده‌اند که سوپرسیدینگ می‌تواند نسبت آپلود را تا حدود ۲۰٪ کاهش دهد. این الگوریتم زمانی بهینه‌ترین عملکرد را دارد که سرعت آپلود سیدر بیشتر از سرعت آپلود همتایان منفرد باشد، زیرا در این شرایط، توزیع داده‌ها به شکل موثرتری انجام می‌شود.
در حالت سوپرسیدینگ اگر تنها یک کلاینت در حال دانلود باشد، انتقال داده متوقف می‌شود؛ زیرا سیدر تا زمانی که کلاینت دومی داده‌ها را دریافت نکند، از ارسال اطلاعات بیشتر خودداری می‌کند. برای رفع این مشکل، rTorrent بدون انتظار برای تأیید دریافت، قطعات بیشتری را در اختیار همتایان قرار می‌دهد تا زمانی که به ظرفیت آپلود تنظیم‌شده خود برسد بدین ترتیب روند توزیع داده‌ها متوقف نمی‌شود.

## کلاینت‌های پشتیبانی‌کننده
کلاینت‌های بیت‌تورنت که از سوپرسیدینگ پشتیبانی می‌کنند عبارت‌اند از:
- BitComet (اضافه شده در نسخه ۱٫۱۶. تغییر نام به Initial-Seeding در نسخه ۱٫۱۷.)
- BitTorrent نسخه ۶٫۰
- Deluge اضافه شده در نسخه ۲٫۰۰
- Halite
- KTorrent 4.1
- libtorrent
- qBittorrent
- rTorrent نسخه 0.8.2
- Tixati اضافه شده در نسخه 1.34
- μTorrent (با نام Initial Seeding)
- Vuze (Azureus سابق)